# Hylestad
Hylestad is een voormalige gemeente in het zuiden van Noorwegen. De gemeente ontstond in 1915 als afsplitsing van de gemeente Valle. In 1962 werd Hylestad weer bij Valle gevoegd. Het gemeentebestuur van Hylestad was gevestigd in het dorp Rysstad, waar ook de huidige parochiekerk staat. De kerk werd in 1838 gebouwd ter vervanging van een eerdere kerk die echter op een andere locatie, aan de oostkant van de Otra, stond. De eerst bekende kerk in de parochie is een staafkerk uit de middeleeuwen. Van die kerk is een klein deel van het deurportaal bewaard gebleven dat zich nu bevindt in het Kulturhistorisk museum in Oslo. 